# نيكولاي لوكاشينكو
نيكولاي ألكسندروفيتش لوكاشينكو (ولد في 31 أغسطس 2004) هو الابن الثالث لألكسندر لوكاشينكو، رئيس بيلاروس.

## السيرة الذاتية

### النشأة والتعليم

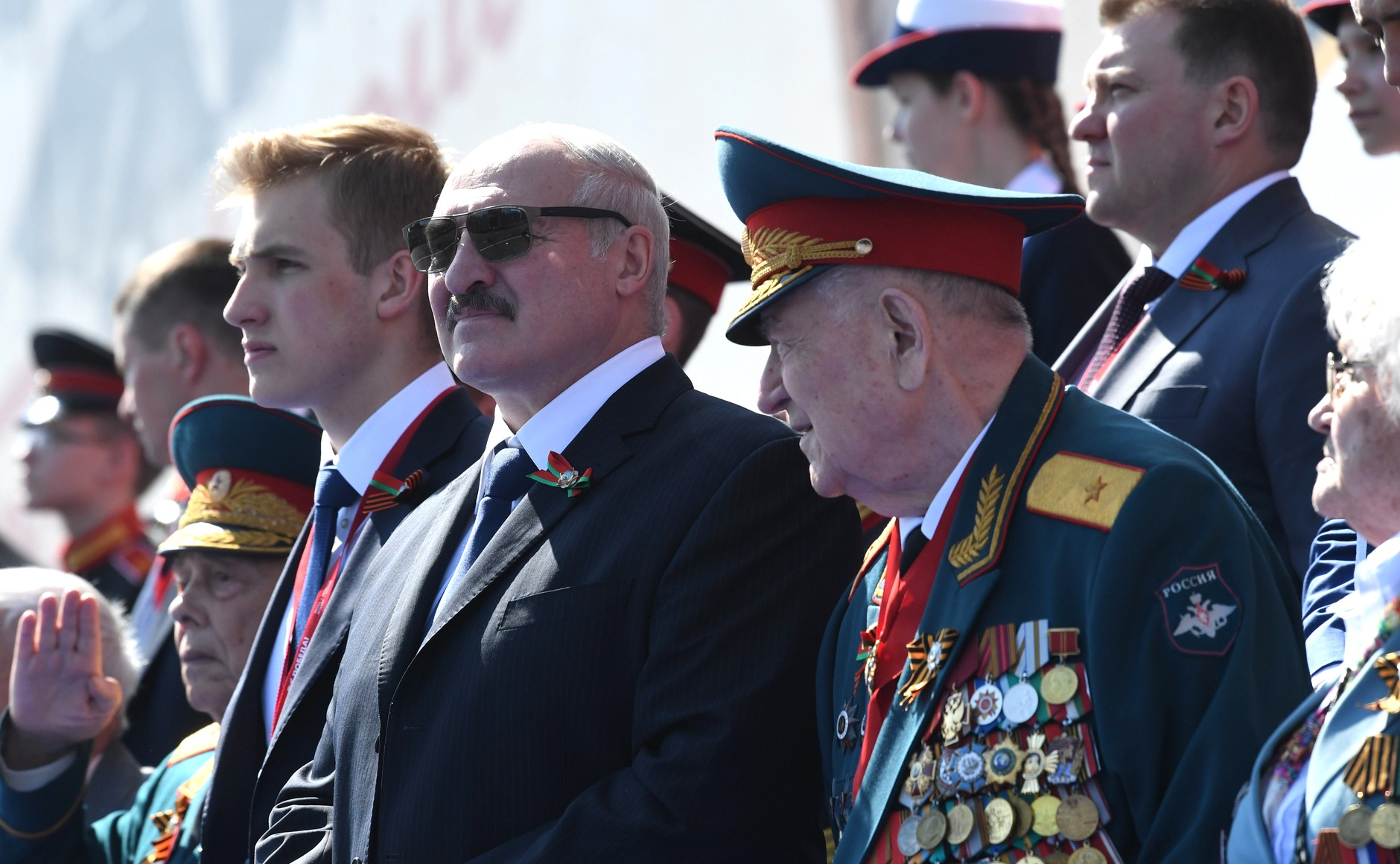
نيكولاي ووالده خلال موكب يوم النصر في موسكو 2020.

ليس هناك تعليق رسمي على هوية والدة (نيكولاي) بيد انه وفقا لنسخة واسعة الانتشار فان والدته هي إرينا أبيلسكايا وهي طبيبة شخصية سابقة لألسكندر لوكاشينكو. وما زال ألكسندر لوكاشينكو متزوجاً رسمياً من زوجته غالينا لوكاشينكو، رغم أن الزوجين لم يعيشا معاً ولم يشاهدا معاً طيلة العقود الثلاثة الماضية. نيكولاي لديه اثنين من الاخوة غير الشقيقين على جانب والده ألكسندر وآخر (مفترض) غير شقيق من أمه هو دزميتري يوهينافيتس أبيلسكي. في مقابلة عام 2016، بدا أن إرينا تشير إلى نيكولاي عندما سئلت عما إذا كانت ترغب في أن يصبح «ابنها الأصغر» طبيباً لأنها تنحدر من عائلة من الأطباء، وكان ردها أنها ترغب في أن «يحصل على تعليم جيد، ويختار مهنة مثيرة للاهتمام، ويحب وظيفته، ويستمتع بها، ويجلب الفائدة والفرح للآخرين». في عام 2011، التحق نيكولاي لوكاشينكو بمدرسة أوستروشتسكو غورودوك الثانوية. وفي عام 2020، التحق بالمدرسة الثانوية بجامعة بيلاروس الحكومية. وفي وقت لاحق من أغسطس 2020، أفادت التقارير أن نيكولاي لوكاشينكو قد انسحب من المدرسة الثانوية، ونقل إلى صالة ألعاب رياضية في جامعة موسكو الحكومية.

### الدور الرسمي
وظهر لوكاشينكو في العلن للمرة الأولى في عام 2008. وقد جذب اهتماما إعلاميا كبيرا، حيث كثيرا ما اصطحبه والده الرئيس ألكسندر لوكاشينكو إلى الاحتفالات الرسمية وزيارات الدولة، بما في ذلك الاجتماعات مع رئيس فنزويلا هوغو تشافيز، والرئيس الروسي ديمتري ميدفيديف، والبابا بنديكت السادس عشر، والرئيس الأميركي باراك أوباما. وفقاً لوالده، فقد كان نيكولاي قريباً جداً من ألكسندر لدرجة أنه أصر على متابعة ألكسندر لهذه الاجتماعات، ولكن هناك تخمينات بأن نيكولاي يجري إعداده ليكون رئيساً بعد ألكسندر. اجتذب المزيد من الاهتمام الإعلامي في عام 2013، عندما ذكر ألكسندر أن ابنه سيصبح رئيسا لبيلاروس، مما تسبب في العديد من التكهنات في الصحافة. في عام 2015، شارك لوكاشينكو، البالغ من العمر 10 عاما، في جلسة للجمعية العامة للأمم المتحدة. في يونيو 2020، حضر هو ووالده موكب يوم النصر في موسكو في الساحة الحمراء.

### الحياة الخاصة
يتحدث لوكاشينكو الروسية و‌الإنجليزية، ويتعلم الإسبانية. لقد كان يتلقى دروس البيانو منذ أن كان في التاسعة.